# Nádia Campeão
Nádia Campeão (Rio Claro, 27 de fevereiro de 1958) é uma engenheira e política brasileira filiada ao Partido Comunista do Brasil. Foi secretária municipal de esportes entre 2001 e 2004 além de vice-prefeita de São Paulo, entre 2013 e 2016, durante a gestão do petista Fernando Haddad no comando do Banespinha.

## Carreira política

### Secretária Municipal de Esportes, Lazer e Recreação de São Paulo
Em 2001 foi nomeada pela então prefeita de São Paulo, Marta Suplicy (PT) no cargo de secretária municipal de Esportes, Lazer e Recreação, desenvolvendo ações importantes para a cidade de São Paulo, como o auxílio na implantação dos CEUs.
Em 2003, representou o município de São Paulo numa parceria com o governo do estado para protocolar a candidatura paulistana aos Jogos Olímpicos de 2012, Nádia montou um comitê junto ao então secretário estadual de Juventude, Esporte e Lazer, Lars Grael para articular a primeira possível realização do evento na cidade.
Foi durante sua passagem pelo cargo que com o aval de Marta Suplicy, anunciou a intenção de revitalização do autódromo de Interlagos, contando com a construção de um museu de automobilismo da cidade de São Paulo.

### Candidatura de Vereadora (2004)
Em 2004 concorreu ao cargo de vereadora da cidade de São Paulo pelo PCdoB, não conseguindo alcançar a vitória, apenas a primeira suplência, com 25.520 votos, que representaram 0,43% do eleitorado paulistano no referido pleito.

### Candidatura de Vice-governadora (2006)
Na eleição estadual de São Paulo em 2006 concorreu ao cargo de vice-governadora na chapa encabeçada por Aloizio Mercadante, do Partido dos Trabalhadores, Nádia e Mercadante foram derrotados ainda em primeiro turno, pelo candidato do PSDB e então ex-prefeito de São Paulo, José Serra.

### Candidatura de Vice-prefeita (2012)
Foi eleita vice-prefeita de São Paulo na eleição municipal de 2012, na chapa liderada por Fernando Haddad, do Partido dos Trabalhadores, então ex-ministro da educação do governo Lula, Nádia e Haddad foram eleitos em segundo turno, representando a coligação Para Mudar e Renovar São Paulo, que contava com o apoio do PP e PSB além do PT e do PCdoB, com 3.387.720 votos, que representaram 55,57% dos votos válidos.

### Vice-prefeita de São Paulo (2013-2016)
Tomou posse no cargo de vice-prefeita em 1.º de janeiro de 2013 na Câmara Municipal, junto a Haddad, vereadores eleitos e secretários municipais, sendo a primeira vez que uma comunista chega ao comando da maior cidade do país.

#### Secretária Municipal de Educação de São Paulo (2016)
No dia 3 de junho de 2016 foi nomeada para o cargo de secretária da educação da cidade de São Paulo, no lugar de Gabriel Chalita, que precisou se descompatibilizar do cargo para concorrer ao cargo de vice-prefeito na chapa de Haddad à reeleição, na qual foi derrotado por João Doria, do PSDB. Nádia assumiu o cargo com a proposta de prosseguir o trabalho de democratização do acesso à educação de qualidade na cidade de São Paulo, permanecendo no mesmo até 31 de dezembro de 2016.